# Stuff (groupe)
Pour les articles homonymes, voir Stuff.
Stuff était un groupe de jazz-funk américain de la fin des années 1970 et du début des années 1980. Les membres étaient Gordon Edwards (guitare basse), Richard Tee (claviers), Eric Gale (guitare), Cornell Dupree (guitare), Chris Parker (batterie) et plus tard Steve Gadd (batterie).

## Histoire

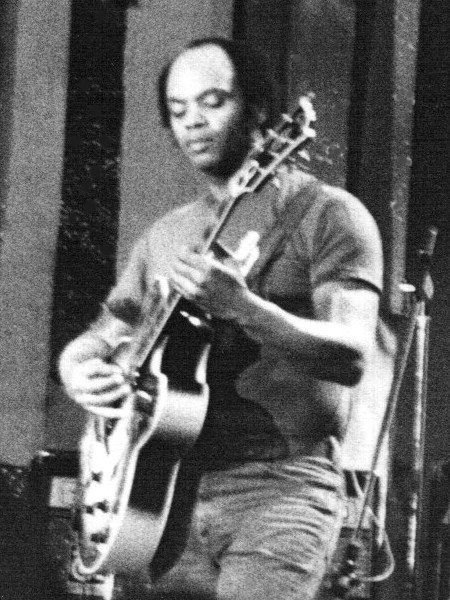
Eric Gale en juillet 1976

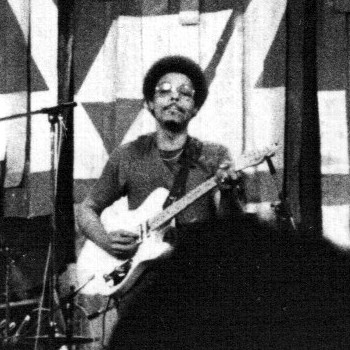
Cornell Dupree en juillet 1976

Gordon Edwards a décrit la manière dont le groupe a été fondé :  
 « Je cumulais les contrats et jouais des sessions en studio, et j'ai engagé Cornell pour de nombreuses dates - nous avons donc commencé à recruter pour le groupe. Un jour chez Rudy Van Gelder - je me souviens que c'était un sacré boulot ; c'était pour la reine Esther Marrow, grande chanteuse. George Benson était de la partie, Bernard Purdie et Richard Tee aux claviers. Esther Marrow m'a demandé si elle pouvait utiliser le groupe pour une date dans un club qu'elle avait fixée - un club appelé Mikell's à New York. Nous y avons joué, et Richard Tee est passé une fois, puis il a commencé à venir tous les soirs. Nous ne travaillions que du lundi au jeudi, et Mikell était bondé, jusqu'à l'extérieur. » 
 Après s'être séparé d'Esther Marrow, le groupe y retournait chaque semaine :  
 « Steve Gadd est venu un soir pour s'asseoir avec nous, tout comme Eric Gale, et ils sont tous deux devenus membres du groupe. Nous envoyions du lourd, et un soir, Michael Lang, le monsieur qui a monté Woodstock, m'a dit qu'il était sûr qu'il pourrait nous obtenir un contrat d'enregistrement, si cela nous intéressait. Effectivement, Warner Bros est venu de Californie pour nous entendre jouer en direct. Ils nous aimaient, mais nous ne pouvions pas utiliser le nom The Encyclopedia of Soul,  jugé trop long. Je me souviens que nous étions dans un restaurant qui était au coin d'Atlantic Records un jour : il y avait moi, Michael Lang, Cornell Dupree et Erma Dupree et nous essayions de décider du nom que porterait ce groupe. C'est Erma qui a dit : "Tu sais Gordon, tu appelles toujours tout le monde Stuff, peu importe qui c'est. Vous devriez appeler le groupe Stuff". » 
 Stuff a développé un rythme dansant et un son blues et funk. Les membres de Stuff étaient parmi les musiciens de session les plus recherchés de cette époque, jouant avec Aretha Franklin, John Lennon et Paul Simon. Ils ont par ailleurs accompagné Joe Cocker lors de sa tournée mondiale pour promouvoir son album Stingray et ont joué dans l'émission TV Saturday Night Live (deuxième saison). Le groupe a sorti cinq albums entre 1975 et 1980, tous certifiés or. L'album More Stuff a obtenu une nomination aux Grammy Awards. Le premier album de Stuff a été enregistré à Long View Farm à North Brookfield, Massachusetts et produit par Herb Lovelle en 1976. Au Japon, il était certifié platine. 
Stuff était associé à Mikell's, le club de jazz de New York où les musiciens de session se réunissaient pour des jam sessions avec des musiciens de soul, de jazz et de funk de passage. 

## Discographie
Albums studio
- Stuff (Warner Bros., 1976)
- More Stuff (Warner Bros. 1977)
- Stuff It! (Warner Bros., 1979)
- Made In America (A Remembrance Of Richard Tee) (Bridge Gate, 1994)
- 2001 	(Skip Records, 2001)

Albums live
- Live Stuff (Warner Bros., 1978)
- Live in New York (Warner Bros., 1980)
- Live At Montreux 1976 (Eagle Records, 2008)
- Rolling Coconut Revue Japan Concert 1977 (Super Fuji Discs, 2020)

Compilations
- Best Stuff (Warner Bros. Records, 1981)
- The Right Stuff (Warner Bros. Records, 1996)
- Live In New York / More Stuff (Collectables, 2005)
- NY Sweetness: Best Works (Warner Music Japan, 2021) Distribué au Japon Exclusivement.